# 中村惕斎

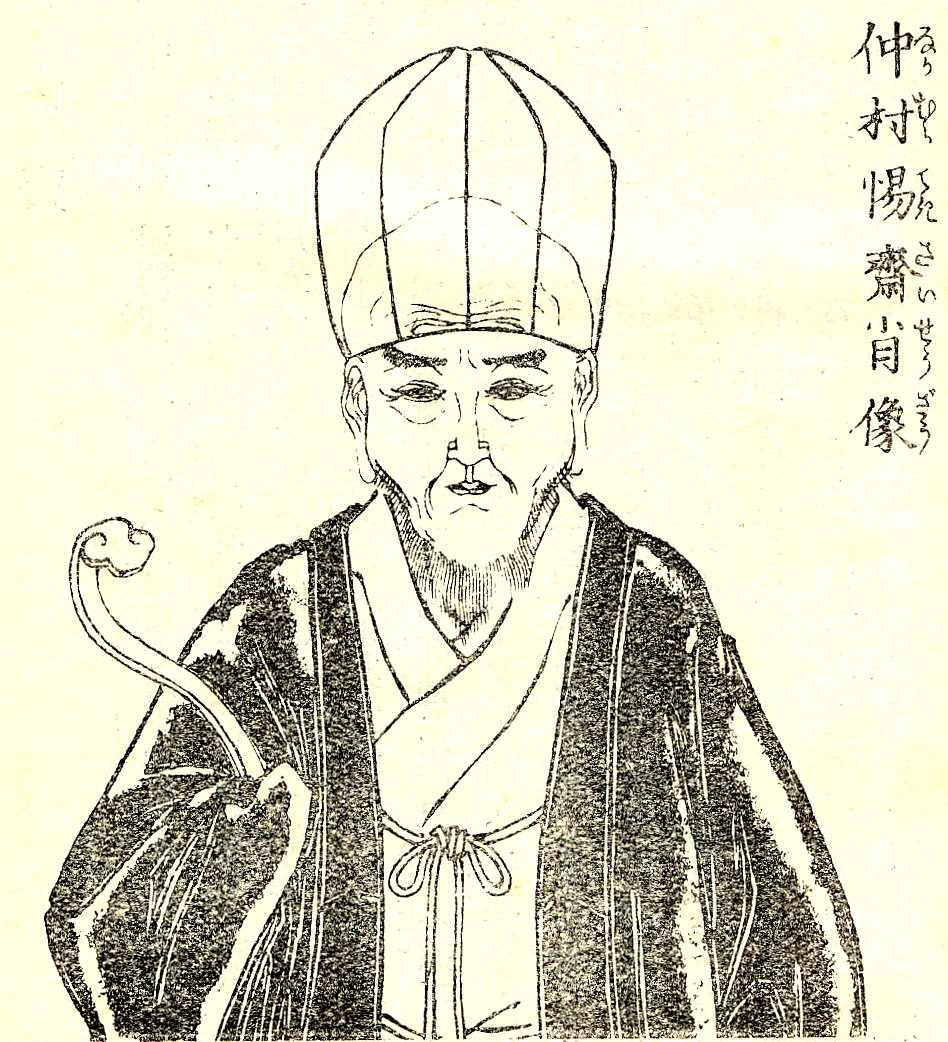
『先哲像伝』より

中村 惕斎（なかむら てきさい、寛永6年2月9日〈1629年3月3日〉 - 元禄15年7月26日〈1702年8月19日〉）は江戸時代前期の儒学者、本草学者。名は之欽（しきん）。字は敬甫。通称は七左衛門、仲二郎。

## 生涯
京都の呉服屋の子として生まれる。7、8歳で句読を授かり、読書を好み物価や世事にうとく、かつ市中の騒がしさを嫌って家業を顧みなかった。店が零落しても意に介さず学問に専心した。ほぼ独学で朱子学を修め、天文・地理・度量衡・音律の蘊奥を究め、当時その学識は伊藤仁斎と比較され、兄たり難く弟たり難しと評された。門弟としては、菊池黄山・加藤艮斎・増田立軒（増益夫）がいる。
礼儀・徳義を重んじ、かつて家の手代に財を持ち逃げされた時も「我が財のために人を死地に追いやるは不慈」として訴え出なかったという。また、「自ら著書を刻行して名を求むるは恥である」という理由で、著書の大部分は惕斎没後に出版されたという。
大正4年（1915年）、従四位を追贈された。

## 著書・編著
惕斎の著作の一部はマイクロフィルムないしスキャナーによるデジタル化処理済みで、インターネット上の国立国会図書館デジタルコレクションや国文学研究資料館電子資料館「国書データベース」などで公開されている。
- 『四書示蒙句解』27巻
- 『訓蒙図彙』（写本、国立国会図書館所蔵、資料番号：わ031-47） 国立国会図書館書誌ID:000007283534 （他の写本も所蔵あり）
- 『入学紀綱』
- 『大学筆記』『中庸筆記』『論語筆記』『孟子筆記』
- 『詩経筆記』『書経筆記』『周易筆記』『春秋筆記』『礼紀筆記』
- 『読易要領』
- 『四書鈔説』12巻
- 『孝経集解』
- 『通書筆記』
- 『西銘筆記』
- 『三器通考』6巻（写本、国立公文書館所蔵、資料番号1235053）
- 『天文考要』4巻（写本、東北大学附属図書館所蔵、資料番号100256588） doi:10.20730/100256588
- 『匠人測景定方図説』
- 『愼終疏節』4巻・『追遠疏節』
- 『筆記律呂新書説』3巻
- 『姫鑑』32巻
- 『近思録鈔説』『近思録示蒙句解』
- 『孝経示蒙句解』『小学示蒙句解』『詩経示蒙句解』
- 『筆記詩集伝』16巻
- 『太極図説筆記』